# Sketchup (Comedy)
Sketchup (im Original: SKETCH UP) war eine deutsche Comedy-Show aus den 1980er Jahren der ARD, die vom Bayerischen Rundfunk (BR) produziert wurde.
Diether Krebs trat zwischen 1984 und 1986 zuerst an der Seite von Beatrice Richter und später Iris Berben auf und präsentierte Sketche, oftmals nur gespielte Witze, mit verkleideten Darstellern. Die Gesamtlänge von 653 Minuten und 36 Sekunden verteilt sich auf 184 Sketche mit Beatrice Richter und 225 Sketche mit Iris Berben, die in 23 Folgen in vier Staffeln gezeigt wurden. Sketchup war im In- und Ausland sehr erfolgreich und gilt als wegbereitend für die spätere Comedywelle der 1990er Jahre. Die letzte Folge wurde am 29. Dezember 1986 ausgestrahlt. Charakteristisch war der verdutzte Blick von einem der Hauptdarsteller am Ende fast jedes Sketches in die Kamera. 1987 erhielten Diether Krebs und Iris Berben für ihre Leistung den Medienpreis die Goldene Kamera.
1997 begann der Bayerische Rundfunk mit Johanna Christine Gehlen, Christoph Maria Herbst und Thomas Limpinsel eine Neuauflage als Sketchup – The Next Generation, die aber nicht an die Erfolge der vier Staffeln von Sketchup anknüpfen konnte. 2006 wurden die vier Staffeln mit Diether Krebs aus den 1980er Jahren auf DVD produziert und am 27. Juni 2008 in einer DVD-Box (FSK 6) veröffentlicht.